# Cases barates

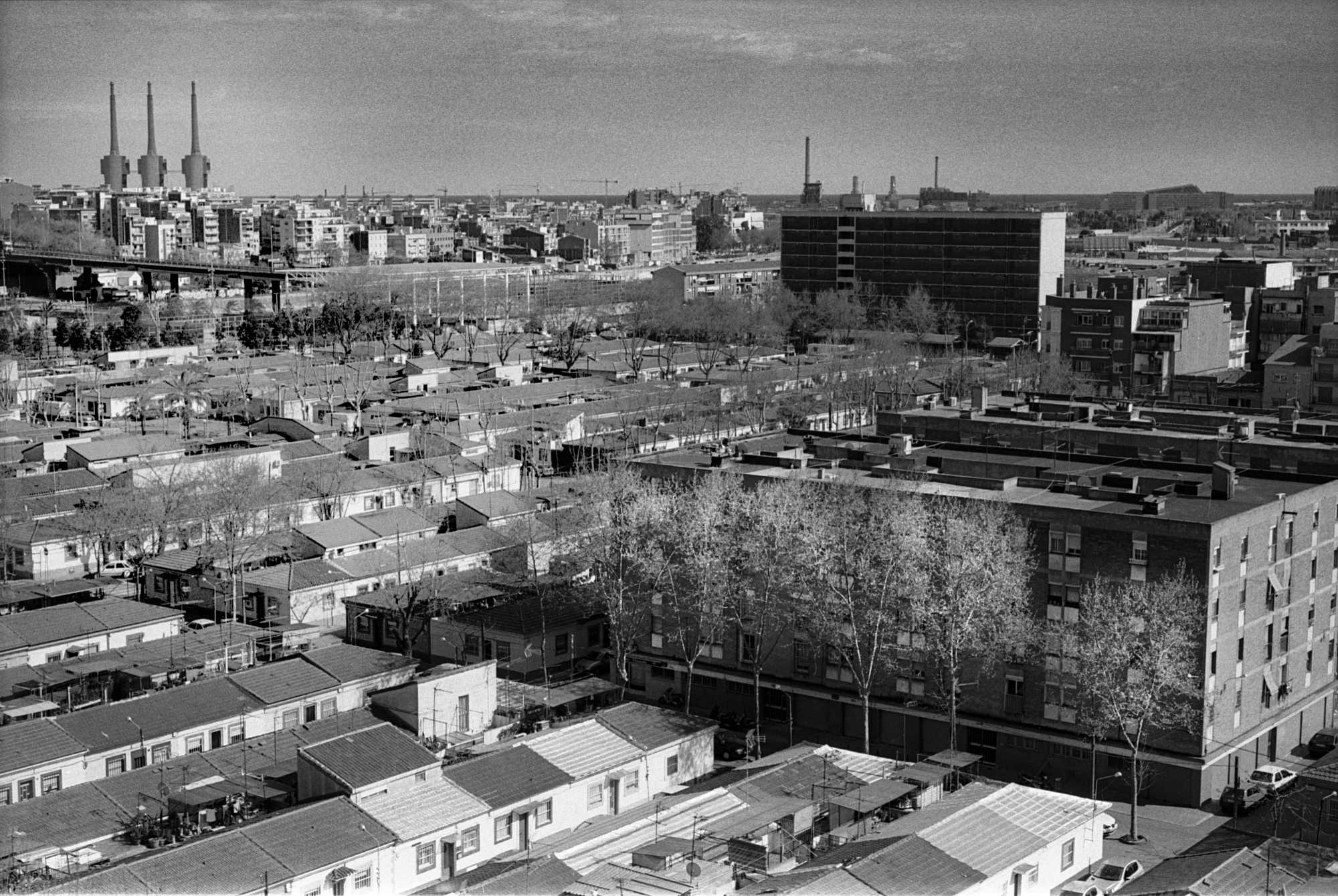
Polígon de cases barates al barri de Bon Pastor (Sant Andreu)

Les cases barates foren cases de propietat o de lloguer que van ser edificades acollint-se a legislació específica, durant l'últim terç del segle xix i el primer terç del segle xx, amb ajuts oficials o préstecs a baix interès, i dirigides a la classe obrera o mitjana baixa de l'època. Normalment eren d'una o dues plantes i se situaven a les rodalies de les ciutats, en espais poc urbanitzats i en terrenys de baix cost, per facilitar als seus habitants (propietaris o llogaters) una vida més confortable i sostenible, tant des del punt de vista sanitari com mediambiental. Aquests habitatges de baixa densitat constructiva, es gestionaven en règim cooperatiu o vinculades a institucions públiques (ajuntaments, partits polítics...)
La seva història comença a mitjans del segle xix amb la Ley de Arrendamientos a Espanya o la Labouring Houses Act al Regne Unit o la creació de la Societé française des habitations à bon marchè a França (1889). Hi hagué moviments similars a Bèlgica, Holanda, Àustria, Itàlia... encara que no tenien, en aquesta època, legislació específica, però sí normativa i reglaments que facilitaven la construcció d'habitatges similars.
Aquestes construccions s'estenen per tot Espanya, a partir del 1911, quan es promulga la primera Ley de Casas Baratas. El 1921 s'aprova la segona Ley de Casas Baratas, que el 1925 es fa extensiva a la classe mitjana per reial decret en temps de la Dictadura de Primo de Rivera. El 1926 el partit socialista col·labora estretament amb la Doctrina Cooperativista i recolza el desenvolupament de diverses cases barates a Espanya, com és el cas de les Casas Baratas Pablo Iglesias.
A l'inici de la dècada dels anys 30 durant la Segona República Espanyola se suspèn la tramitació d'expedients d'ajut a les cases barates. Es mantenen algunes accions de titularitat privada seguint el model oficial, especialment a Catalunya i al País Basc, en un context de canvis socials, polítics i econòmics trepidants i, molt sovint, radicals.
Actualment les cases barates que depenien de les administracions (ajuntaments, diputacions, patronats municipals...) han anat desapareixent per diferents motius i les que van ser heretades o comprades i mantingudes o rehabilitades per particulars gaudeixen generalment d'un bon estat i d'una excel·lent situació dins de la trama urbana de les ciutats on han van ser construïdes.

## Cases barates de Barcelona
A l'àrea de Barcelona l'any 1929 van crear-se 4 polígons en aplicació de la Ley de Casas Baratas per l'Instituto Municipal de la Vivienda (avui Patronat Municipal de l'Habitatge) per allotjar immigrants, sobretot obrers vinguts del sud d'Espanya i de l'interior de Catalunya durant l'expansió industrial de la ciutat de Barcelona. Els polígons van ser el d'Eduard Aunós, al costat del passeig de la Zona Franca, el de Can Peguera (originàriament Ramon Albó), el de Baró de Viver i el de Bon Pastor (originàriament Milans del Bosch). El de Milans del Bosch era el més gran dels 4 i constava de 784 cases adossades d'una sola planta, la majoria de les quals no passaven de 40 metres quadrats, mentre que unes 100 (les de "tipus A") tenien 80 metres quadrats.